# NFL sezona 1939.
NFL sezona 1939. je 20. po redu sezona nacionalne lige američkog nogometa. 
Sezona je počela 10. rujna 1939. Utakmica za naslov prvaka NFL lige odigrana je 10. prosinca 1939. u West Allisu u Wisconsinu na stadionu State Fair Park. U njoj su se sastali pobjednici istočne divizije New York Giantsi i pobjednici zapadne divizije Green Bay Packersi. Pobijedili su Packersi rezultatom 27:0 i osvojili svoj peti naslov prvaka NFL-a.

## Poredak po divizijama na kraju regularnog dijela sezone
| Istočna divizija    |     |     |     |      |     |     |
| Momčad              | Pob | Por | Ner | %    | P+  | P-  |
| New York Giants*    | 9   | 1   | 1   | 90,0 | 168 | 85  |
| Washington Redskins | 8   | 2   | 1   | 80,0 | 242 | 94  |
| Brooklyn Dodgers    | 4   | 6   | 1   | 40,0 | 108 | 219 |
| Philadelphia Eagles | 1   | 9   | 1   | 10,0 | 105 | 200 |
| Pittsburgh Pirates  | 1   | 9   | 1   | 10,0 | 114 | 216 |

| Zapadna divizija   |     |     |     |      |     |     |
| Momčad             | Pob | Por | Ner | %    | P+  | P-  |
| Green Bay Packers* | 9   | 2   | 0   | 81,8 | 233 | 153 |
| Chicago Bears      | 8   | 3   | 0   | 72,7 | 298 | 157 |
| Detroit Lions      | 6   | 5   | 0   | 54,5 | 145 | 150 |
| Cleveland Rams     | 5   | 5   | 1   | 50,0 | 195 | 164 |
| Chicago Cardinals  | 1   | 10  | 0   | 9,1  | 84  | 254 |

Napomena: * - pobjednici konferencije, % - postotak pobjeda, P± - postignuti/primljeni poeni

## Prvenstvena utakmica NFL-a
- 10. prosinca 1939. Green Bay Packers - New York Giants 27:0

## Statistika

### Statistika po igračima

#### U napadu
- Najviše jarda dodavanja: Davey O'Brien, Philadelphia Eagles - 1324
- Najviše jarda probijanja: Bill Osmanski, Chicago Bears - 699
- Najviše uhvaćenih jarda dodavanja: Don Hutson, Green Bay Packers - 846

### Statistika po momčadima

#### U napadu
- Najviše postignutih poena: Chicago Bears - 298 (27,1 po utakmici)
- Najviše ukupno osvojenih jarda: Chicago Bears - 364,4 po utakmici
- Najviše jarda osvojenih dodavanjem: Chicago Bears - 178,6 po utakmici
- Najviše jarda osvojenih probijanjem: Chicago Bears - 185,7 po utakmici

#### U obrani
- Najmanje primljenih poena: New York Giants - 85 (7,7 po utakmici)
- Najmanje ukupno izgubljenih jarda: Washington Redskins - 192,3 po utakmici
- Najmanje jarda izgubljenih dodavanjem: Washington Redskins - 101,5 po utakmici
- Najmanje jarda izgubljenih probijanjem: Chicago Bears - 73,8 po utakmici

## Vanjske poveznice
- Pro-Football-Reference.com, statistika sezone 1939. u NFL-u
- NFL.com, sezona 1939.